# 爆走戦記メタルウォーカー
爆走戦記メタルウォーカー（ばくそうせんきメタルウォーカー）は、1998年にカプコンから発売された電子ゲームである。1999年には『月刊コロコロコミック』で漫画化し、同年にゲームボーイとゲームボーイカラーの共通ソフトが発売された。

## 概要
たまごっちやデジタルモンスターなどといった携帯育成ゲームの流行の中、カプコンが企画し発売した万歩計タイプの液晶電子ゲームである。これまでのものと違い二つの画面を持っており、育成画面とマップ画面が存在する。歩いてマップを移動することにより敵と遭遇し戦闘をしたり、コアを手に入れ機体を強化したりすることが目的である。デジタルモンスターのように接続端子による通信対戦が可能である。また、企画や設定と試作品だけではあるが、敵であるメタルバスターを育成するものも存在する。カクカクした機体にモノアイが特徴的な様々な戦闘用ロボットを開発していくミリタリー風の世界観を持ったシリーズである。公式イラストはロックマンシリーズなどで知られるコマキシンスケが担当している。

### メタルウォーカー
メタルウォーカーはコアと呼ばれる金属を装填することによって様々な姿に変形する戦闘用ロボットである。
また、各機体には型式番号が付けられている。
コア
コアはランドコア、マリンコア、スカイコアの三種類存在し、それらを幾つか装填することにより、より強力なロボットへと強化される。それらの組み合わせにより様々な形態へとなる。
タイプ
ランドタイプ、マリンタイプ、スカイタイプという三つのタイプが存在し、それぞれ攻撃力、防御力、素早さのバランスが異なる。
それぞれ、L、M、Sと省略して書くこともできる。
成長段階
装填していない状態を初期型と呼び、一つ装填した状態を小型、二つ装填した状態を中型、三つ装填した状態を大型と呼ぶ。
また、同じコアを三つ装備した状態でスペシャルコアという金属を装填すると、最終形態である特型へとなる。
パラメータ
攻撃力、防御力、スピードの3つがあり、タイプごとに初期値のバランスが異なる。
攻撃力は敵との戦闘に勝つと上昇する。ただし相手が自分より弱すぎると上昇しない。
防御力はノルマ歩数をクリアするたびに上昇する。成長段階が進むほどノルマ歩数も大きく増えるので上昇させにくくなる。
スピードはトレーニングで上昇させることができる。メタルウォーカーのスピードが高いほどトレーニング成功のノルマが厳しくなる。
ランドタイプは攻撃力が一番高く、他の2つが同数値である。
マリンタイプは防御力が一番高く、スピードが一番低い。
スカイタイプはスピードが一番高く、防御力が一番低い。

## 機体一覧

### 携帯機に登場する機体

#### メタルウォーカー

##### 初期タイプ
初期型
LT-00 メタボール
球体のボディを持ち全メタルウォーカーの基本となる機体。
総合的な能力は低いが、Eチャージを作るダイナエンジンとの相性が良く、少ない歩数で補給できるという特性を持つ。
設定は初期タイプだがランドタイプと同じ特性を持っている。
通常武器：バルカンガン
特殊武器：アームパンチ

##### ランドタイプ
小型
LT-01 メタフロッグ
逆関節の大きな脚部が特徴のメタルウォーカー。ランドコアを1つ装着することでこの形態になる。
ほとんどのランドタイプに言えることだが水中を移動できない代わりにバトル性能に優れている。
通常武器：ミサイルポット
特殊武器：クラッシャーアーム

中型
LT-02α・LT-02β メタランチャス
6門のミサイル砲塔を装備し4つのオフロードタイヤで移動するメタルウォーカー。ランドコアを2つ、またはランドコアとマリンコアを1つずつ装着することでこの形態になる。
中型メタルウォーカー中、最強の攻撃力を誇る。
通常武器：マインシューター
特殊武器：ミサイルランチャー
LT-03 メタピラー ランドタイプ
大きなキャタピラが特徴的なメタルウォーカー。ランドコアとスカイコアを1つずつ装着することでこの形態になる。
基本ステータスのバランスがよい。
通常武器：ハイパーボム
特殊武器：グレートキャノン

大型
LT-04 メタショルダー ランドタイプ
両肩にグレネードランチャーを装備した人型のメタルウォーカー。ランドコアを3つ装着することでこの形態になる。
大型メタルウォーカー中最強のバトル性能を持ち、苦手なスカイタイプでも苦戦することは少ない。
通常武器：グレネードランチャー・・・両肩のグレネードランチャーによる一斉射撃
特殊武器：パワーナックル・・・勢いをつけ剛腕で殴りかかる
LT-05α・LT-05β メタバイカー ランドタイプ
ランドコアを2つにマリンコアかスカイコアを1つ装着することでこの形態になる。基本ステータスが高い数値でバランスがとれている。
名前はバイクを連想させ、バイクのような形状をしているがタイヤは前輪1つ、後輪に2つ持っているので実際はトライクである。
通常武器：ハイパーバルカン
特殊武器：ホイールクラッシャー
LT-06 メタビーダス ランドタイプ
女性の姿をしたメタルウォーカー。ランド・マリン・スカイコアを1つずつ装着することでこの形態になる。
ステータスはバランスに優れているものの大型としては低め。通常武器はその名が示すように両胸から発射される。
通常武器：ハイパーバストボム
特殊武器：メガレーザービット
LT-07 メタスパイダー ランドタイプ
2本の砲塔を装備し4脚で移動する、一応蜘蛛に見えなくもないメタルウォーカー。ランドコアを1つとスカイコアを2つ装着することでこの形態になる。
特型以外のランドタイプ中最速のスピードが特徴。
通常武器：メガミサイルランチャー
特殊武器：レーザーキャノン

特型
LT-08 メタウォリアス ランドタイプ
両腕に砲塔を装備・脚部を持ち2足歩行する、戦車のような陸戦兵器の姿をしたメタルウォーカー。
全メタルウォーカー中最高のバトル性能を持ち、まさに無敵ともいえる強さを誇る。
通常武器：メガロケットランチャー
特殊武器：ハイパーメガキャノン

##### マリンタイプ
小型
MT-01 メタマリン
小型潜水艦といった感じのメタルウォーカー。マリンコアを1つ装着することでこの形態になる。
ほとんどのマリンタイプに言えることだが防御力が高い。
通常武器：ハイドボム
特殊武器：ギョライ

中型
MT-02 メタラングス マリンタイプ
マリンコアを2つ装着することでこの形態になる。
通常武器：ミサイルランチャー
特殊武器：クローアーム
MT-03 メタホバー マリンタイプ
マリンコアとスカイコアを1つずつ装着することでこの形態になる。
水中ではなく水上をホバリングで移動するという、マリンタイプにしては珍しい移動方法を行う。
通常武器：パワーバズーカ
特殊武器：ウォータースライサー

大型
MT-04 メタダイバー マリンタイプ
マリンコアを2つ、ランドコアを1つ装着することでこの形態になる。
通常武器：ハイメガビームキャノン
特殊武器：パワークローアーム
MT-05α・MT-05β メタガニアン マリンタイプ
巨大なハサミのような形のアームをもつメタルウォーカー。マリンコアを3つ、もしくは、マリンコア2つとスカイコア1つを装着することでこの形態になる。
カニのようなコミカルな外見とはうらはらにバトル性能は高い。
通常武器：ハイメガハイドボム
特殊武器：ハイパークローアーム

特型
MT-06 メタデストロス マリンタイプ
巨大な戦艦のような姿をしたメタルウォーカー。最高の防御力を誇る。
通常武器：ハイパートピドー
特殊武器：ハイメガクローアーム

##### スカイタイプ
小型
ST-01 メタカイト スカイタイプ
小型戦闘機といった感じのメタルウォーカー。スカイコアを1つ装着することでこの形態になる。
スピードに優れているが防御力は非常に低い。
通常武器：ビームキャノン
特殊武器：ファイヤーボム

中型
ST-02 メタバニアン スカイタイプ
スカイコアを2つ装着することでこの形態になる。
通常武器：ロケットランチャー
特殊武器：ハイパーキャノン

大型
ST-03α・ST-03β メタジェット スカイタイプ
足のようにも見える4つの巨大なバーニアで高速飛行するメタルウォーカー。スカイコアを3つか、スカイコアを2つ、マリンコアを1つ装着することでこの形態になる。
通常武器：メガレーザーキャノン
特殊武器：ロケットアーム

特型
ST-04 メタギャラクス スカイタイプ
通常武器：ナックルバスター
特殊武器：ハイメガレーザービーム

#### メタルバスター
型式番号は全てMBで統一されており、初期型から数字を1ずつ上げていく方式。殆どが様々な生物をモチーフとしている。
小型
MB-00 バスタースカル オールラウンドタイプ
頭蓋骨を模したボディを持つメタルバスター。
バトル性能は低いがレーダーに映らない特性を持ち、あらゆる場所でメタルウォーカーに奇襲を仕掛けてくる。まれに通常よりも高い性能を持ったものも出現する。
通常武器：スカルボム
特殊武器：キラーマシンガン

中型
MB-01 バスタースコピオス マリンタイプ
サソリのような姿をしているメタルバスター。
マリンタイプとしては攻撃力が高いが防御力とスピードは低い。ある程度の強さを持ったメタルウォーカーならば攻撃力アップのいいカモである。
通常武器：デッドリークロー
特殊武器：ポイズンニードル

大型
MB-02 バスターコング ランドタイプ
ゴリラのような姿をしているメタルバスター。
パワーと防御力に加え、見た目に反してスピードも高く欠点がない。
通常武器：ゴリラスマッシュ
特殊武器：コングバズーカ
MB-03 バスターパンサー ランドタイプ
2門の砲塔を装備した4足歩行のメタルバスター。
すべての性能に優れておりバスターコング以上の強さを持つ。
通常武器：パンサーブレイカー
特殊武器：ヘッドバズーカ

特型
MB-04 バスタースナイパー　スカイタイプ
右腕にカギ爪状のビームカッター、左腕にドリルを装備した人型のメタルバスター。
バスターパンサーと同等の攻撃力と全機体中最高のスピードを持つ強敵。弱点はスカイタイプ故の防御力の低さだが、攻撃を当てること自体難しい。
通常武器：エビルスライサー
特殊武器：デスドリル

### GB-鋼鉄の友情-に登場する機体

#### メタルウォーカー
- 初期型
  - LT-00 メタボール 初期タイプ
- 小型
  - LT-01 メタフロッグ ランドタイプ
  - MT-01 メタマリン マリンタイプ
  - ST-01 メタカイト スカイタイプ
- 中型
  - LT-02α メタランチャス ランドタイプ
  - LT-02β メタキャノス ランドタイプ 
GBではランドコアとマリンコアを1つずつ装着するとこの形態になる。高性能スコープと高粒子レーザーを装備しキャタピラ走行するメタルウォーカー。
  - LT-03 メタピラー ランドタイプ
  - MT-02 メタラングス マリンタイプ
  - MT-03 メタホバー マリンタイプ
  - ST-02 メタバニアン スカイタイプ
- 大型
  - LT-04 メタショルダー ランドタイプ
  - LT-05α メタバイカー ランドタイプ
  - LT-05β メタガンナー ランドタイプ
GBではランドコアを2つとスカイコアを1つ装着するとこの形態になる。右腕がガトリング銃の人型メタルウォーカー。
  - LT-06 メタビーダス ランドタイプ
  - LT-07 メタスナイパー ランドタイプ
  - MT-04 メタダイバー マリンタイプ
  - MT-05α メタガニアン マリンタイプ
  - MT-05β メタクルーザー マリンタイプ 
GBではマリンコアを2つとスカイコアを1つ装着するとこの形態になる。
  - ST-03α メタジェット スカイタイプ
  - ST-03β メタジャイロ スカイタイプ
GBではスカイコアを3つ装着するとこの形態になる。
- 特型
  - LT-08 メタウォリアス ランドタイプ
  - MT-06 メタデストロス マリンタイプ
  - ST-04 メタギャラクス スカイタイプ
- 究極体
  - LT-99 真・メタボール ランドタイプ
バトルアリーナのパスワードバトルであるパスワードを入力すると登場するホーク博士に勝利すると使用可能になる。

#### メタルバスター
携帯機とは違い生物でないものをモチーフにしたものも多く登場する。
数が増えた分形式番号やレベルも携帯機とは異なっている。
- MB-00α バスタースカル　小型 ランドタイプ
- MB-00β バスタージェネラル　小型 ランドタイプ
- MB-01α バスタースコピオス　小型 マリンタイプ
- MB-01β バスターマイマイ　小型 ランドタイプ
- MB-02α バスターザンブト　小型 ランドタイプ
- MB-02β バスターメッサー　小型
- MB-03α バスターエラプロン　小型 ランドタイプ
- MB-03β バスタールール　小型 ランドタイプ
- MB-04　バスターヘリオス　小型 スカイタイプ
- MB-05α バスタースナイパー　中型
- MB-05β バスターシーホース　大型
- MB-06 バスターミニョン　小型 ランドタイプ
- MB-07α バスタードラッグ　中型 ランドタイプ
- MB-07β バスターペイラー　大型 ランドタイプ
- MB-08 バスターヴァンピー　中型
- MB-09　バスタートータス　小型 ランドタイプ
- MB-10α バスターバルーン　中型 ランドタイプ
- MB-10β バスターグレネイド　大型 ランドタイプ
- MB-11 バスタースペクルム　小型 ランドタイプ
- MB-12α バスターソニック　中型 ランドタイプ
- MB-12β バスターミラージュ　大型 ランドタイプ
- MB-13 バスターランス　中型
- MB-14α バスターパーム　中型
- MB-14β バスターローラー　大型 ランドタイプ
- MB-15 バスターリキッド　大型 ランドタイプ
- MB-16 バスターストーム　大型
- MB-17 バスターナイト　大型 ランドタイプ
- MB-18α バスタータンブル　小型 ランドタイプ
- MB-18β バスタースパイク　小型 ランドタイプ
- MB-19α バスターハマー　中型 ランドタイプ
- MB-19β バスターティラーノ　大型 ランドタイプ
- MB-20 バスターポピー　中型 ランドタイプ
- MB-21 バスターミルパッド　中型 ランドタイプ
- MB-22α バスターコング　小型 ランドタイプ
- MB-22β バスターパンサー　小型 ランドタイプ
- MB-23α バスターバッフェル　中型 ランドタイプ
- MB-23β バスターエレファン　大型 ランドタイプ
- MB-24 バスタープラーフカ　大型 ランドタイプ
- MB-25 バスタードラゴン　中型 ランドタイプ
- MB-26 バスターネイル　小型 ランドタイプ
- MB-27α バスタードラード　小型
- MB-27β バスターイール　小型
- MB-28α バスターレイ　中型
- MB-28β バスターガレオス　大型
- MB-29 バスターアステール　中型
- MB-30 バスタージュリナム　中型
- MB-31α バスターゼーグル　小型
- MB-31β バスターカラマーロ　小型
- MB-32α バスターポルポ　中型
- MB-32β バスタースカロップ　大型
- MB-33 バスターホエール　大型
- MB-34 バスターアクエリア　中型
- MB-35 バスタープリオーン　小型
- MB-36α バスターモス　小型
- MB-36β バスターボルト　小型
- MB-37α バスタービーテス　中型
- MB-37β バスターサンダー　大型
- MB-38 バスターウィズ　中型
- MB-39 バスターウェッブ　中型
- MB-40α バスターオウル　小型
- MB-40β バスターバルシス　小型
- MB-41α バスターコマンド　中型
- MB-41β バスターボマー　大型
- MB-42 バスターシューテス　大型
- MB-43 バスターゲイル　中型
- MB-44 バスターシャドー　小型

## 派生作品

### 漫画
『月刊コロコロコミック』（小学館）にて1999年2月号と3月号に掲載後、『別冊コロコロコミック』（同）にて同年10月号から2000年6月号まで掲載。作画は青木たかお。元々前後編の短編として連載予定だったため、かなりの急展開であった。単行本全1巻。尚、単行本では雑誌掲載分にて存在した各話のダイジェスト部分がカットされている。

#### あらすじ
時は21世紀末、鞍馬鉄斗（くらまてっと）は父と共に新種の金属である「コア」を使用したロボットである、メタルウォーカーの研究の為に連れられて引っ越す事になる。その旅路の途中でメタルバスターと呼ばれる凶悪なロボットに襲われ、父と離ればなれになってしまう。鉄斗は父の開発したメタルウォーカーであるメタボールと共に、父を捜す旅に出る。

#### 登場人物
鞍馬鉄斗（くらまてっと）
本作の主人公。メタボールと共に旅の途中ではぐれた父親の行方を探している、明るく勇気のある少年。当初は旅の同行にメタボールを連れて行くことを嫌悪していたが、苦難を共にする中で相棒と呼べる存在にまで変化した。旅の途中、メタルマスターと化した父・鉄男と再会し、その裏でゼノンが暗躍している事を知るとメタボールと共に単身ゼノンの元へ乗り込み、ゼノンの陰謀を打ち破った。その後、メタルマスターの本拠地である軍事工場の爆発跡で鉄男が見つからなかったのを知り、無事を信じてメタボールと共に旅を続けることを決意する。本編での表記は「クラマ鉄斗」。
メタボール
鉄斗と共に旅をするメタルウォーカー。コアユニットの力で形態を変化する事が可能で、作中ではメタフロッグに進化した(後にバドーの手によってコアが抜き取られメタボールに戻る)。メタルマスターと化した鉄男との戦いで大破し、内部のコアエネルギーを吸収されてしまったが、鉄斗の呼びかけによって逆にエネルギーを奪い取り復活した。ゼノンの陰謀を打ち破った後は鉄斗と再び旅に出る。内部に使用されているパーツの年代からメタルウォーカーが開発されるよりも前に生み出されていた事が発覚したが、本編で最後までその謎が明かされることは無かった。
バドー
コアハンターを自称する少年。極度の守銭奴で、鉄斗から金銭を巻き上げるために恩を売り近付くが、鉄斗が無一文だった為失敗に終わる。コアユニットの力を妄信していたが、鉄斗とメタボールの戦い方を見て考えを改める。以後、コアユニットの貸しと称しては鉄斗の行動に協力するようになった。相棒はメタカイト。
メタカイト
バドーの相棒であるメタルウォーカー。コアユニットの力でメタバニアンに進化した。
ドルフィー
ラスティッドランドの自然を破壊したメタルマスターを追っている少年で、マリナの兄。相棒はメタマリン。祖父であるグリーン博士がメタルマスターによって殺されたことで、メタルマスタークラマに対して憎しみを抱いている。また、同じクラマの名を持つ鉄斗に対しても嫌悪を露にしたが、後に和解した。メタルマスターを倒す為ならばメタマリンを犠牲にする事も厭わない冷酷な性格をしていたが、メタボールに助けられた事で考えを改める。
メタマリン
ドルフィーの相棒であるメタルウォーカー。
マリナ
ドルフィーの妹で、祖父・グリーン博士の遺志を継ぎ、ラスティッドランドの自然を守ろうと考えている少女。コアユニットの力は汚染された水の浄化に使うべきだと考えており、復讐の為にコアユニットの力を使う事を主張している兄・ドルフィーとは対立していたが、後に和解。
ホーク博士
鉄斗との通信で現れる老人。メタボールやゼノンの謎を知る数少ない人物で、50年前は島の中心部にてコアの研究を行っていた。ゼノンの名前を聞いた後は再び島に赴き、鉄斗達にゼノンの謎を話した。ドルフィーの祖父・グリーン博士とは大学の同期。
グリーン博士
ドルフィーとマリナの祖父で、コアユニットの力で島の水を浄化する装置の開発者。コアユニットを奪いに来たメタルマスターによって殺害された。
鞍馬鉄男（くらまてつお）
鉄斗の父である大学教授。鉄斗との旅の途中でメタルバスターに襲撃されゼノンに捕らわれる。その後は特殊なバイザー型の洗脳装置を装着させられ、自身をメタルマスタークラマと名乗り、ゼノンの手足となって人間からコアユニットを奪い取る為だけに動くようになった。最終決戦の際には巨大な戦闘マシンに乗り込み鉄斗らと対峙。激闘の末、覚醒したメタボールの一撃によって洗脳装置が半壊し、意識を取り戻した。しかしその後、尚も洗脳装置に残るゼノンの意識によって再び身体の自由を奪われ、崩れ去る工場の中でメタボールと鉄斗を逃がして行方不明となった。本編での表記は「クラマ鉄男」。
ゼノン
50年前にホーク博士達とコアの研究を行い、軍事兵器となるメタルバスターの開発を試みた男性。本作の黒幕。

### ビデオゲーム
爆走戦記メタルウォーカー -鋼鉄の友情-
ゲームボーイ・ゲームボーイカラー共通ソフト。敵に自分の体をぶつけて攻撃する「フリップバトル」という独自のバトルシステムを確立した。人間キャラクターのデザインに漫画版の青木たかおを起用している。

#### あらすじ
少年クラマ鉄斗は、あるときさびた島ラスティッドランドに降り立つ。コアの研究者である父、鉄男を手伝うためだ。しかし狂暴なメタルバスターに襲われ、父親とはぐれてしまう。コアのあるところに父親が現れると信じ、鉄斗は相棒メタボールとともに旅立つのだった。

#### 登場人物
漫画と同じ人物が出てくるが設定が異なっている
クラマ鉄斗（てっと）

バドー

エミル・クラウザー

ドルフィ

マリナ

ホーク博士

クラマ鉄男（てつお）

エリコ

ゼノン

メタルマスター・ディック

メタルマスター・ボウ

## 関連商品

### 攻略本
- 爆走戦記 メタルウォーカー ファイナル攻略ブック (ISBN 4091026613)
- 爆走戦記メタルウォーカーGB -鋼鉄の友情- ラスティッドランド冒険記 (ISBN 4091028322)

### フィギュア
彩色済みフィギュアがコスモランドより発売されていた。
- メタボール　300円
- メタフロッグ　350円
- メタマリン　350円
- メタカイト　350円
- バスタースカル　300円